# Tim Scott McConnell
Tim Scott McConnell (Fort Myers, 25 maart 1958), ook opererend onder de artiestennamen Ledfoot en Tim Scott, is een Amerikaanse singer-songwriter en gitarist, die sinds 1993 in Noorwegen woont.

## Biografie
In 1982 tekende McConnell zijn eerste platencontract. Het in 1983 uitgebrachte, door McConnell gemaakte nummer Swear werd in 1984 door Sheena Easton gecoverd. De cover reikte tot de tachtigste plek van de Billboard Hot 100.
McConnell maakte deel uit van de in 1989 opgerichte folkrockband The Havalinas, waarmee hij onder meer in het programma van Bob Dylan stond. Met de band nam hij ook het nummer High Hopes op. Het nummer werd meermaals uitgebracht door Bruce Springsteen, die High Hopes in 2014 tevens als albumtitel gebruikte.
Sinds 2007 brengt McConnell platen uit onder de naam Ledfoot. Met TNT-oprichter Ronni Le Tekrø werkt hij sinds de jaren 2010 nauw samen. In 2020 brachten ze samen het album A Death Divine uit.
In 2019 won McConnell voor het album White Crow de Spellemannprisen in de categorie blues. In 2021 was hij voor dezelfde prijs genomineerd met het album Black Valley. In 2022 won hij de prijs voor een tweede keer, ditmaal met het album Coffin Nails.
McConnell vervulde de rol van Torpedo in de eerste twee seizoenen van het Noorse tv-programma Exit, dat voor het eerst verscheen in 2019. Tevens schreef hij muziek voor de serie.